# Stray Kids
Stray Kids(스트레이 키즈, SKZ)는 동명의 프로그램을 통해 결성된 JYP 엔터테인먼트 소속의 8인조 보이 그룹이다. 팀명의 의미는 '방황하는 아이들’이라는 뜻으로, 정형화 된 틀에 얽매이지 않고 자유분방한 매력과 기존 어떤 아이돌 그룹들과 다르게 특별한 개성을 프로그램을 통해 마음껏 표출하고자 하는 정체성을 담고 있다.
2017년 방송된 동명의 Mnet 리얼리티 프로그램 《스트레이 키즈》를 통해서 참가자 전원이 데뷔를 확정지었다.
본격 데뷔에 앞서 2018년 1월 8일에 발매한 프리 데뷔 앨범 《Mixtape》를 발표하였다. 그룹은 2018년 3월 25일 미니 앨범 《I am NOT》을 발매하며 공식 데뷔하였다.《Hellevator》등.
스트레이 키즈의 정규 3집 5-Star와 미니 9집 ATE는 500만 장 이상을 판매했으며, 2022년 ODDINARY부터 2024년 ATE까지 빌보드 200에서 여러번 1위에 올랐다.

## 이름

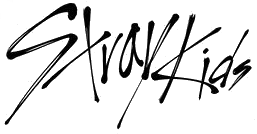
Stray Kids의 로고

팀명인 Stray Kids의 의미는 '방황하는아이들'이라는 뜻으로, 정형화 된 틀에 얽매이지 않고 자유분방한 매력과 기존 어떤 아이돌 그룹들과 다르게 특별한 개성을 프로그램을 통해 마음껏 표출하고자 하는 정체성을 담고 있다.

## 활동

### 데뷔 이전
2017년 9월 21일 JYP 엔터테인먼트는 Mnet과 함께 선보일 새 보이 그룹 선발 서바이벌 프로그램을 선보인다고 발표하였다. 프로그램의 제목은 《스트레이 키즈》로 10월 17일부터 12월 19일까지 매주 화요일 밤 11시에 방송되었다. 참가자 연습생 멤버들은 5번의 미션을 모두 자신들이 만든 자작곡으로 치러냈을 뿐만 아니라 프로듀싱, 콘셉트, 퍼포먼스 등 다방면에 직접 참여하였다. 11월 14일 방송 된 5화에서는 두 번째 미션인 3:3:3 유닛 미션 후 첫 번째 탈락자로 이민호가 발표되었고, 12월 5일 방송된 8화에서는 네 번째 미션인 게릴라 버스킹의 결과로 필릭스가 두 번째 탈락자로 결정되면서 멤버들 및 시청자들에게 충격과 안타까움을 안겼다. 12월 19일 CJ E&M 일산제작센터에서 생중계 된 《스트레이 키즈》 최종회에서는 7인 체제 데뷔와 9인 체제 데뷔를 두고 생방송 문자 투표를 통해 시청자들에게 의견을 묻는 모습이 그려졌고, 단 1화만을 앞두고 JYP 엔터테인먼트 대표 박진영은 탈락자 이민호와 필릭스에게 기회를 주었는데 이들에게 다시 기회를 준 이유에 대해 “미션들을 거치며 수준이 올라가는 느낌을 받았지만 처음 연습생 쇼케이스 때 신나서 어우러지는 9명의 모습이 자꾸 생각났다. 그게 뭘까 생각하다가 둘을 다시 불렀다”고 밝혔다. 이날 무대 심사를 맡은 박진영은 스트레이 키즈 최종 데뷔 멤버를 결정하는 문자 투표에 시청자들의 많은 참여를 독려하며 “7인 체제와 9인 체제 무대를 모두 선보이겠다”고 설명했다. 7인 체제 첫 무대는 과거 버스킹 미션에서 선보였던 "야야야"로 꾸며졌고, 9인 체제로 변신한 스트레이 키즈는 "Grrr 총량의 법칙", "Hellevator", "스쿨 라이프" 세 곡의 무대를 선보였다. 특히 탈락 위기에 놓였었던 두 멤버 이민호와 필릭스의 눈부신 성장이 돋보였다는 평가를 받았다. 무대를 모두 감상한 시청자들의 선택은 9인 체제 데뷔로 문자 투표에서 96%의 압도적인 지지를 받았고, 이같은 결과에 박진영은 “축하한다. 스트레이 키즈는 9인조”라고 최종 결과를 발표하였고, “9명일 때 하나의 살아있는 생명체 같았다. 표정부터 달랐다”라고 스트레이 키즈의 무대를 최종 평가했다. 방찬, 김우진, 이민호, 서창빈, 황현진, 한지성, 필릭스, 김승민, 양정인은 가장 완전한 조합으로 평가받은 9인 체제를 지켜내며 최종 멤버를 확정 지었다.
2017년 11월 1일 정오 디지털싱글 〈Hellevator〉을 발매했다. 이 곡은 박진영으로부터 자작곡으로 무대를 완성하라는 첫 미션을 받고 직접 만든 곡으로 ‘지옥(Hell)’과 ‘엘리베이터(Elevator)’의 의미를 합성한 것으로 꿈을 향해 집을 나온 아이들인 ‘스트레이 키즈’가 고통과 노력의 시간을 넘어 정상을 향해 나아가겠다는 의미를 담았다. ‘쓰리라차(3RACHA)’라는 이름으로 믹스테이프를 발표해 온라인에서 화제를 모았던 실력파 멤버 방찬, 창빈, 한이 참여했다.

### 2018년

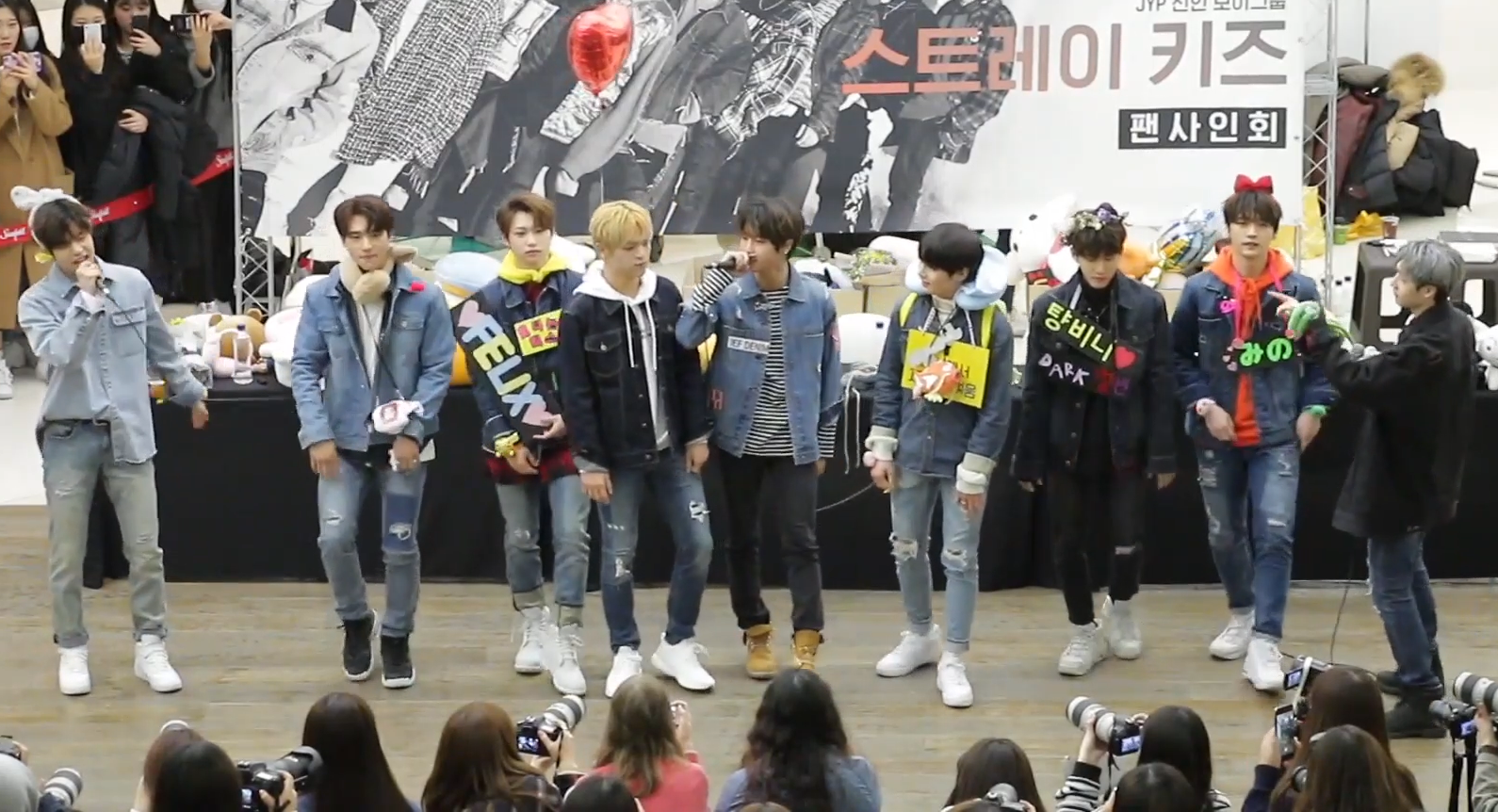
2018년 1월 코엑스에서의 Stray Kids

스트레이 키즈는 본격 데뷔에 앞서 2018년 1월 8일 프리 데뷔 앨범 《Mixtape》을 발표하였다. 이 앨범에는 지난해 11월 1일 디지털싱글로 선발매된 "Hellevator"를 비롯해 "Grrr 총량의 법칙", "어린 날개", "YAYAYA", "GLOW", "School Life", "4419" 등 7곡 모두 자작곡으로 채우며 탄탄한 실력을 증명해냈다. 앨범 발매를 기념해. 1월 22일 오후 서울 삼성동 스타필드 코엑스몰 라이브플라자에서 ‘프리 데뷔 앨범 발매 기념 하이터치회 with 10JAM’을 열고 팬들과 만났다. 또 핀란드, 노르웨이, 스웨덴, 필리핀 등 4개국 아이튠즈 앨범 차트 1위 및 덴마크, 러시아 등 14개 지역 아이튠즈 앨범차트 톱10에 진입하며, 국내는 물론 해외에서도 가능성을 인정받았다. 미국 빌보드는 “많은 보이그룹이 K팝 시장에 출사표를 던지고 있지만 스트레이 키즈는 신예들의 흐름을 이끌 독보적인 보이그룹으로 성장할 것”이라고 호평하며 ‘2018년 주목할 K팝 아티스트 TOP5’ 중 1위로 스트레이 키즈를 꼽기도 했다.
2018년 3월 5일 JYP 엔터테인먼트는 스트레이 키즈의 쇼케이스 포스터 이미지를 JYP 및 스트레이 키즈의 각종 SNS를 통해 선보였다. 다음 날 3월 6일에는 스트레이 키즈가 3월 25일 서울 중구 장충체육관에서 'Stray Kids UNVEIL [Op. 01 : I am NOT]'이라는 타이틀의 데뷔 쇼케이스를 열고 전격 데뷔한다고 발표했다. 스트레이 키즈는 3월 25일 오후 6시 3500여 팬이 운집한 가운데 역대급 데뷔 쇼케이스를 열며 야심 차게 첫발을 내디뎠다. 이 날 스트레이 키즈는 “저희의 첫 걸음에 함께 해주셔서 진심으로 감사드린다. 모든 걸 싹 다 뒤집고 새 역사를 쓰도록 노력하겠다”며 패기와 열정이 가득한 포부를 전했다. 3월 26일 데뷔 미니 앨범 《I am NOT》을 발매하였다. 타이틀 곡은 "디스트릭트9(District 9)"으로 힙합, 록, EDM이 결합한 하이브리드 장르로 파워풀하고 폭발적인 사운드가 특징으로 스트레이 키즈만의 음악적 아지트를 표현한 곡이다. 이 데뷔 앨범으로 캐나다, 아르헨티나, 칠레, 페루, 핀란드, 인도네시아, 말레이시아, 싱가포르, 대만, 태국 등 해외 10개 지역 아이튠즈 앨범 차트 정상을 차지했다. 3월 28일 엠넷 음악 프로그램 《엠카운트다운》에서 데뷔 무대를 가졌다.

### 2019년
2019년 3월 25일, 스트레이 키즈는 네 번째 미니 음반 《Clé 1 : MIROH》를 발매하였다. 2019년 6월 19일, 스트레이 키즈는 스페셜 음반 《Clé 2 : Yellow Wood》를 발매하였다. 2019년 10월 9일, 스트레이 키즈는 디지털 싱글 음반 《Double Knot》를 발매하였다. 2019년 10월 28일, 멤버 우진이 개인사정으로 팀 탈퇴와 계약해지를 하게 되었다. 2019년 11월 14일 미니앨범 선공개곡으로 《Astronaut》이 공개되었다. 2019년 12월 9일, 다섯 번째 미니 음반 《Clé : LEVANTER》를 발매하였다.
2019년 12월 26일 디지털 싱글 음반 《Mixtape : Gone Days》를 공개되었다.

### 2020년
2020년 1월 24일 디지털 싱글 음반 《Step Out of Clé》를 공개되었다.
2020년 3월 18일, 베스트 앨범 《SKZ2020》를 국내와 일본에서 발매하였다.
2020년 3월 25일, 디지털 싱글 음반 《Mixtape : 바보라도 알아》를 공개되었다.
2020년 5월 13일, 디지털 싱글 음반 《TOP》 한국에 발매했으며, 2020년 6월 3일, 싱글 음반으로 일본에서 정식 데뷔하였다.
2020년 6월 17일, 첫 정규 앨범 《GO生》로 컴백하였다.
2020년 9월 14일, 첫 정규 앨범 리패키지 앨범 《IN生》로 컴백하였다.
2020년 11월 4일, 첫 미니 앨범 《ALL IN》으로 일본에서 컴백하였다.

### 2021년
2021년 6월 26일, 디지털 싱글 음반 《Mixtape : 애》 발매되었다.
2021년 8월 23일, 두 번째 정규 앨범 《NOEASY》으로 컴백하였다.
2021년 10월 13일, 두 번째 싱글 앨범 《Scars / ソリクン -Japanese ver.-》으로 일본에서 컴백하였다.
2021년 11월 29일, 스페셜 싱글 앨범 《Christmas EveL》을 발매하였다.
2021년 12월 23일, 디지털 앨범 《SKZ2021》를 발매하였다.

### 2022년
2022년 3월 18일, 여섯 번째 미니 음반 《ODDINARY》로 컴백하였다.
2022년 6월 22일, 일본에서 두 번째 미니 음반 《CIRCUS》로 컴백하였다.
2022년 8월 1일, 디지털 싱글 음반 《Mixtape : Time Out》 발매되었다.
2022년 10월 7일, 스트레이 키즈는 일곱 번째 미니 음반 《MAXIDENT》를 발매하였다.

### 2023년
2023년 2월 22일, 일본에서 세 번째 미니 음반 《THE SOUND》로 컴백하였다.
2023년 6월 2일, 오후 1시 한국에서 세 번째 정규 음반 《★★★★★ (5-STAR)》를 발매하며 컴백하였다.
2023년 9월 6일, 일본에서 첫 번째 EP 음반 《Social Path (feat. LiSA) / Super Bowl》로 컴백하였다.
2023년 11월 10일, 오후 2시 한국에서 여덟 번째 미니 음반 《樂-STAR》 발매하며 컴백하였다.

### 2024년
2024년 7월 18일, 2025년 연초 소속사와의 계약 만료를 앞두고 멤버 전원 이른 재계약을 끝 마쳤다.
2024년 7월 19일, 오후 1시 한국에서 아홉 번째 미니 음반 《ATE》 발매하며 컴백하였다.
2024년 12월 13일, 《合 (HOP)》 발매하였다.
2024년 12월 16일, 리믹스 싱글 음반 《Walkin On Water》 발매하였다.

### 2025년
2025년 8월 22일, 한국에서 네 번째 정규 음반 《KARMA》를 발매하며 컴백한다.

## 구성원
| 이름   | 소개 |
| ------ | --- |
| 방찬   | - 이름 : 크리스토퍼 찬방 (方燦) - 생년월일 : 1997년 10월 3일(27세) - 출생지: 서울, 대한민국 - 학력 : 청담고등학교 (졸업) - 활동기간 : 2018년 1월 8일 ~ 현재                                 |
| 리노   | - 본명 : 이민호 (李旻浩) - 생년월일 : 1998년 10월 25일(26세) - 출생지 : 대한민국 경기도 김포시 대곶면 - 학력 : 김포제일공업고등학교 (졸업) - 활동기간 : 2018년 1월 8일 ~ 현재               |
| 창빈   | - 본명 : 서창빈 (徐彰彬) - 생년월일 : 1999년 8월 11일(25세) - 출생지 : 대한민국 경기도 용인시 기흥구 - 학력 : 보라고등학교 (졸업) - 활동기간 : 2018년 1월 8일 ~ 현재                        |
| 현진   | - 본명 : 황현진 (黃鉉辰) - 생년월일 : 2000년 3월 20일(25세) - 출생지 : 대한민국 서울특별시 강동구 성내동 - 학력 : 서울공연예술고등학교 실용무용과 (졸업) - 활동기간 : 2018년 1월 8일 ~ 현재 |
| 한     | - 본명 : 한지성 (韓知城) - 생년월일 : 2000년 9월 14일(24세) - 출생지 : 대한민국 인천광역시 남동구 서창동 - 학력 : 페어뷰 국제학교 - 활동기간 : 2018년 1월 8일 ~ 현재                        |
| 필릭스 | - 본명 : Felix Lee, 이용복 (李龍馥) - 생년월일 : 2000년 9월 15일(24세) - 출생지 : 오스트레일리아 시드니 - 학력 : St Patrick's Marist College (졸업) - 활동기간 : 2018년 1월 8일 ~ 현재      |
| 승민   | - 본명 : 김승민 (金昇玟) - 생년월일 : 2000년 9월 22일(24세) - 출생지 : 대한민국 서울특별시 강남구 삼성동 - 학력 : 청담고등학교 (졸업) - 활동기간 : 2018년 1월 8일 ~ 현재                    |
| 아이엔 | - 본명 : 양정인 (梁精寅) - 생년월일 : 2001년 2월 8일(24세) - 출생지 : 대한민국 부산광역시 동구 수정동 - 학력 : 서울공연예술고등학교 실용음악과 (졸업) - 활동기간 : 2018년 1월 8일 ~ 현재    |